# Постійні представники Литви при Організації Об'єднаних Націй
Постійний представник Литви при Організації Об'єднаних Націй — офіційна посадова особа, яка представляє Литви в усіх органах Організації Об'єднаних Націй. 

## Литва в ООН
Литва стала членом Організації Об'єднаних Націй 1991 року. 

## Постійні представники Литви при ООН
1. Анісетас Сімутіс (1991–1994)
2. Оскарас Юсіс (1994–2000)
3. Гедимінас Шеркшнис (2000–2006)
4. Даліус Чекуоліс (2006–2012)
5. Раймонда Мурмокайте (2012–2017)[1]
6. Аудра Плепите (2017–2021)
7. Ритіс Паулаускас (з 2021)[2]